# 中央住宅
株式会社中央住宅（ちゅうおうじゅうたく、英語：Chuo Jutaku Co., Ltd.）は埼玉県に本社を置く不動産会社である。ポラスグループの創業者である中内俊三により1969年に設立。

## 概要
ポラスグループ傘下の筆頭会社で、埼玉県、千葉県、東京都の一部を商圏とし、戸建分譲事業、注文住宅事業、総合不動産流通事業、分譲マンション事業を手がけている。「ことのは越ヶ谷～蔵のある街づくりプロジェクト」では蔵の敷地、建物を越谷市に寄附した取り組みが認められ、「紺綬褒章」を授与される。また、明治38年頃に建てられた、越ヶ谷宿の古民家「旧大野家住宅（はかり屋）」を将来にわたって建造物を守り保存することを目的に、古民家再生を実施し、国の「登録有形文化財」に登録されるなど埼玉県越谷市などの地域に根ざした街づくりには定評があり、「街づくり」をコンセプトとした事業展開では、まちなみ賞、まちなみ景観賞など多数受賞で知られる。 

## 沿革
- 1969年（昭和44年）7月 - 中央住宅社として埼玉県草加市で創業
- 1976年（昭和51年）6月 - (株)中央住宅に組織変更
- 1985年（昭和60年）8月 - 第一回 南越谷阿波踊りを開催
- 1991年（平成3年）7月 - CI導入 グループ名を「ポラスグループ」と変更
- 1997年（平成9年）7月 - ポラスグループのシンボルとしてのポラスビル竣工
- 2004年（平成16年）3月 - ポラス（株）を統括会社とする新経営管理体制に移行

## 施工物件の特徴
- 埼玉県、千葉県、東京一部、のエリアを拠点とし、車で1時間程度で駆けつけられるエリアへ住宅を展開しているのが特徴。
- 住宅の枠を超えた街づくり、コミュニティづくりに配慮した開発を多数展開。江戸川区優良まちなみ賞、草加市まちなみ景観賞、三郷市景観賞、グッドデザイン賞などでも知られる。土地区画整理事業なども含めた大規模分譲開発も多い事でも知られる。
- 創業より部材のプレカットからアフターサービスまで、グループで直営責任一貫施工体制が充実しており、建築技術訓練校では大工などの技術者を育成し、ポラス暮らし科学研究所では建築全般の研究開発なども行う。
- 法律では義務付けられていない住宅も含めて全棟、構造計算をする事により、地震や台風に耐える強さを計算、立体解析し施工。同じく全棟に倒壊シミュレーションを行い耐震の検証を行っている（2016年（平成28年）に発生した熊本地震で、2回も震度7を観測した益城町の地震波データを用い、2回目の地震が来ても耐えられる強度）。
- 在来工法のほか、耐震性、耐火性に配慮したツーバイフォー工法での施工も行う。グループ内のツーバイフォー専門会社のグローバルホーム株式会社が施工を担っている。

## 主な受賞・認可歴

### 2000年（平成12年）
- 2月 - 「ヴィラガルテン新松戸（全36邸）」「ティアラコート春日部（全35邸）」が新エネ大賞にて通商産業大臣賞受賞、この規模での全棟太陽光発電を標準装備した分譲住宅地は当時日本初

### 2002年（平成14年）
- 「マリアドルフゆめみ野（全154邸）」が第2回（社）日住協優秀事業表彰にて優秀事業賞を受賞
- 「マリアドルフゆめみ野（全154邸）」「カサ・ボニータゆめみ野（全52邸）」が（社）住協連優良団地表彰を受賞

### 2003年（平成15年）
- 10月 - 安全衛生分野で最高の栄誉である中央労働災害防止協会会長賞を受賞
- 「ヴィラ・デ・フィエスタ南越谷（全6邸）」が第12回越谷市建築景観賞を受賞

### 2005年（平成17年）
- 6月 - 「グレイスパーク江戸川本一色（全32邸）」が第6回江戸川区優良まちなみ賞を受賞
- 「リブ・イン・コテージ戸田公園（全30邸）」が第5回（社）日住協優秀事業表彰にて優秀事業賞を受賞
- 「旧日光街道越ヶ谷宿に蘇る、新しい町家住宅（全2邸）」が（社）住団連「まちなみ住宅」100選の奨励賞を受賞

### 2008年（平成20年）
- 2月 - 「Mind Square 清門町」が第15回草加市まちなみ景観賞にて奨励賞を受賞

### 2009年（平成21年）
- 11月 - 「Mind Square 新越谷（全1邸）」が第32回TOEXエクステリア施工コンクール 門廻り・車庫廻り部門で銀賞を受賞

### 2011年（平成23年）
- 2月 - 「オランジェ吉川美南（全87邸）」が埼玉県初の景観協定に認可
- 11月 - 「越谷ゆいまーる（全8邸）」「カーサクワトローデ新越谷（全14邸）」が第8回越谷環境大会にて環境事業者賞を受賞
- 12月 - 「街育プロジェクト 結美の丘（全54邸）」がさいたま市初の景観協定に認可

### 2012年（平成24年）
- 1月 - 「BifiNE PROMENADE 草加松原（全13邸）」が第18回草加市まちなみ景観賞にて建物景観部門で受賞
- 7月 - 「きなりのまち 越谷南町（全12邸）」が第6回キッズデザイン賞にて子供の未来デザインクリエイティブ部門で受賞

### 2013年（平成25年）
- 1月 - 「きなりのまち 越谷 西大袋（全7邸）」が越谷市の低炭素住宅の認定第1号を取得
- 2月 - 尾木ママ認定・推奨住宅マナビとココロの子育てプランにて「浦和スタイル（全8邸）」が認定住宅、「カーサ・リストロ＆ドルチェ 川口」「リブ・アリーナ 川口元郷」が推奨住宅として埼玉県で初採用
- 9月 - 「Mind Square 水元公園（全9邸）」が第２回三郷市景観賞にて受賞
- 10月 - 「大宮ヴィジョンシティ みはしの杜（全125邸）」が平成25年度第１回住宅・建築物省CO2先導事業に採択

### 2014年（平成26年）
- 1月 - 「オランジェ新松戸 STYLE-絆・KIZUNA-（全54邸）」が松戸市初の景観協定に認可
- 8月 - 「REASON船橋・高根台（全102邸）」が船橋市初の景観協定に認可
- 9月 - 「オランジェ新松戸 STYLE-育・HUG-（全38邸）」が松戸市の景観協定に認可
- 11月 - 「ヴィラコローネ蒲生（全6邸）」がケイミュー施工事例コンテスト2014にて関東・首都圏エリア賞を受賞
- 12月
  - 「大宮ヴィジョンシティ みはしの杜（全125邸）」が第2回埼玉県環境住宅賞の建築部門で特別賞を受賞
  - 「フード&グリーンサイクル」が第2回埼玉県環境住宅賞アイデア部門で佳作を受賞

### 2015年（平成27年）
- 9月
  - 「大宮ヴィジョンシティ みはしの杜（全125邸）」が2015年度グッドデザイン賞を受賞
  - 「越ヶ谷 蔵のある 街づくりプロジェクト」が2015年度グッドデザイン賞を受賞

### 2016年（平成28年）
- 10月 - 「浦和美園スマートエネルギー特区 つなぐ庭のある街区」が2016年度グッドデザイン賞を受賞

### 2017年（平成29年）
- 12月 - 江戸の蔵を再生し「油長内蔵」を越谷市に寄附した取り組みが認められ、「紺綬褒章」を授与された。

### 2018年（平成30年）
- 10月
  - 「北習志野「街×IoT」プロジェクト」が2018年度グッドデザイン賞を受賞
  - 「地域資源である古民家（はかり屋）の保存・改修から盛り上げる越谷まちづくり」が2018年度グッドデザイン賞を受賞
  - 「風と緑のまち 白岡」が2018年度グッドデザイン賞を受賞
- 11月
  - 旧日光街道 越ヶ谷宿の古民家『旧大野家住宅・はかり屋(中央住宅)』が登録有形文化財（建造物）登録へ
  - 『オオソラモ野田みずき キナリノテラス』がケイミュー施工事例コンテスト2018最優秀賞「竹原賞」を受賞

### 2019年（平成31年・令和元年）
- 2月 -『浦和美園E-フォレストコネクテッドサイト』としてDGRによる次世代型電力コミュニティーを日本で初めて導入した戸建分譲住宅の販売を開始。参考記事
- 10月
  - 『浦和美園E-フォレスト2019』が2019年度グッドデザイン賞を受賞
  - 『シェアコートのある住まい ワンリンク西大宮 紡ぎの街区』が2019年度グッドデザイン賞を受賞
- 12月 - 『低温乾燥による国産杉材の付加価値向上プロジェクト』が2019年度ウッドデザイン賞「林野庁長官賞」を受賞。(株)モリアンと協議し開発した『SUGINOKA（スギノカ）』をスペックしたコンセプトハウスの設計、開発の取り組みが評価された。

### 2020年（令和2年）
- 10月
  - 『南浦和コネクテッドテラス　シェアスケープ～風景を共有する街区～』が2020年度グッドデザイン賞を受賞
  - 『低温乾燥方式による国産杉パネル　SUGINOKA【スギノカ】』が2020年度グッドデザイン賞を受賞
  - 『販売拠点と地域活性化のためのカフェの併設　ワンリンクカフェ西大宮』が2020年度グッドデザイン賞を受賞
  - 『継続的なコミュニティ形成へのデザイン　ハナミズキ春日部・藤塚』が2020年度グッドデザイン賞を受賞
- 12月 - 『浦和美園E-フォレスト・コネクテッドサイト』がユニソンフォトコンテスト2020において全国の外構作品の頂点となる最優秀賞をポラスグループで初めて受賞

### 2021年（令和3年）
- 10月
  - 『複合型シェアリングコミュニティ　浦和美園E-フォレスト 2021』が2021年度グッドデザイン賞を受賞
  - 『脱炭素循環型コミュニティ普及モデルの構築　スマートシティさいたまモデル』が2021年度グッドデザイン賞を受賞
  - 『内装用無垢桐パネル KIRINOKA』が2021年度グッドデザイン賞を受賞
  - 『共有樹木を核とする街 結の街（ムスビノマチ）』が2021年度グッドデザイン賞を受賞

### 2022年（令和4年）
- 1月
  - 『NIIZA House』（フレーベスト新座・志木プロジェクト モデルハウス）がアメリカ・ロサンゼルスのデザインアワード『International Design Awards（IDA）』2021年度の建築部門で「銀賞」を受賞
  - 『リーズン流山おおたかの森　悠景のヴィラ』がInternational Design Awards（IDA）2021年度で入選
  - 『白岡　3世帯住宅』がInternational Design Awards（IDA）2021年度で入選
- 9月
  - 『育てることで育む「農」のある暮らし ハナミズキ春日部・藤塚』が2022年キッズデザイン賞で「奨励賞」を受賞
  - 『MINORI-Project～分譲地をプラットフォームに地域共生を育む～』が2022年キッズデザイン賞を受賞
  - 『一本の木の共有から育まれる小規模分譲開発』が2022年キッズデザイン賞を受賞
  - 『リーズン新松戸 パークリンクス ～職住一体時代の子育てランドスケープ～』が2022年キッズデザイン賞を受賞
  - 『ベルフォート上尾 花と杜の小路』が2022年キッズデザイン賞を受賞
  - 『リーズン我孫子 綴のまち』が2022年キッズデザイン賞を受賞
  - 『先輩住人と新たな住人とをつなげて地域コミュニティを育む「草加ウェルサイドガイド」』が2022年キッズデザイン賞を受賞
- 10月
  - 『54棟建て住宅街区 [結美の丘]』が2022年度「グッドデザイン・ベスト100」を受賞
  - 『戸建分譲住宅 [リーズン津田沼　インティメイト・スクエア]』が2022年度グッドデザイン賞を受賞
  - 『環境共有型分譲地 [ベルフォート上尾　花と杜の小路]』が2022年度グッドデザイン賞を受賞
  - 『K HOUSE』（フレーベスト上福岡ライフコネクション モデルハウス）がアメリカ・ニューヨークのデザインアワード 『MUSE DESIGN AWARDS』2022年度のインテリア建築部門で「金賞」を受賞

### 2023年（令和5年）
- 1月
  - 『FLAVEST KAWAGOE』（フレーベスト川越－時を想う街－）がアメリカ・ロサンゼルスのデザインアワード『International Design Awards（IDA）』2022年度のアーキテクチュア分野-ローコストハウジング部門、インテリアデザイン分野-レジデンシャル部門で入選
  - 『K HOUSE』（フレーベスト上福岡ライフコネクション）がアメリカ・ロサンゼルスのデザインアワード『International Design Awards（IDA）』2022年度のインテリアデザイン分野-レジデンシャル部門で入選
  - 『CASA KAMAGAYA』（リーズン鎌ヶ谷 ザ・ワン トゥループレイス）がアメリカ・ロサンゼルスのデザインアワード『International Design Awards（IDA）』2022年度のインテリアデザイン分野-レジデンシャル部門で入選
- 3月
  - 『KIRIHAKO』が日刊工業新聞社主催の『第33回読者が選ぶ ネーミング大賞』でスタイリッシュネーミング賞を受賞

- 6月
  - 『リーズン我孫子　綴のまち』が世界３大デザイン賞といわれる『iFデザイン賞2023』で建築分野(住宅建築カテゴリー)にて受賞しました。本賞の受賞はポラスグループ初であると同時に、日本の戸建分譲住宅としても初の受賞。

- 8月
  - 『REASON 流山おおたかの森～悠景のヴィラ～』が2023年キッズデザイン賞を受賞
  - 『Kinoe プロジェクト～つなぐ森のヴィラ～』が2023年キッズデザイン賞を受賞
  - 『ベルフォート北本 つむぎの杜』が2023年キッズデザイン賞を受賞
  - 『SuBaCo プロジェクト～生物多様性のまちづくり～』が2023年キッズデザイン賞を受賞
  - 『自然との共生を考えたコミュニティ住宅「ヒュッゲの森再生プロジェクト」』が2023年キッズデザイン賞を受賞
  - 『結美の丘』が2023年キッズデザイン賞を受賞
  - 『共存デザインの庭と緑が繋ぐ街 レギオン獨協大学前』が2023年キッズデザイン賞を受賞
- 10月
  - 農を軸とした地域交流型分譲住宅『北浦和みのりプロジェクト』が2023年度グッドデザイン賞を受賞
  - 路地のある分譲住宅『リーズン流山おおたかの森　悠景のヴィラ』が2023年度グッドデザイン賞を受賞
  - 共存デザインの庭と緑が繋ぐ街『レギオン獨協大学前』が2023年度グッドデザイン賞を受賞
  - 『リーズン我孫子 綴のまち』がアメリカ・ニューヨークのデザインアワード 『MUSE DESIGN AWARDS』2023年度の『ローコストハウジング部門』『サステナブルリビング/グリーン部門』『レジデンシャルランドスケープ部門』で「銀賞」を受賞 　参考記事
  - 『フレーべスト川越 時を想う街』がアメリカ・ニューヨークのデザインアワード 『MUSE DESIGN AWARDS』2023年度の『ローコストハウジング部門』『レジデンシャル部門』で「銀賞」を受賞
- 12月
  - 『リーズン我孫子 綴のまち』がドイツデザイン評議会が主催している『GERMAN DESIGNAWARD』2024年度の『建築カテゴリー/建築部門』で「優秀賞」を受賞
  - 『フレーベスト川越 時を想う街』がドイツデザイン評議会が主催している『GERMAN DESIGNAWARD』2024年度の『建築カテゴリー/建築部門』で「優秀賞」を受賞
  - 『フレーベスト川越 時を想う街』がアメリカのデザインアワード『Architecture MasterPrize（アーキテクチャー・マスタープライズ、AMP）2023』において佳作にあたる「Honorable Mention」を受賞

### 2024年（令和6年）
- 1月
  - 『リーズン馬込沢 SuBaCo プロジェクト』がアメリカ・ロサンゼルスのデザインアワード『International Design Awards（IDA）』2023年度で「銀賞」を受賞　参考記事
  - 『共有樹木を中心とした街づくり』がアメリカ・ロサンゼルスのデザインアワード『International Design Awards（IDA）』2023年度で「銀賞」を受賞　参考記事
- 3月
  - 『Kinoe プロジェクト～つなぐ森のヴィラ～』が世界３大デザイン賞といわれる『iFデザイン賞2024』で建築分野(住宅建築部門)にて受賞。　参考資料
  - 『共存デザインの庭と緑が繋ぐ街 レギオン獨協大学前』が世界３大デザイン賞といわれる『iFデザイン賞2024』で建築分野(住宅建築部門)にて受賞。 参考資料
- 8月
  - 『 —OKUNIWA— 敷地の裏側をシェアする3種の｢奥庭｣のあるコミュニティ』が2024年キッズデザイン賞を受賞
  - 『白岡みちニワPROJECT －つどう庭の街区－』が2024年キッズデザイン賞を受賞
  - 『 フレーベスト志木　FOREST SCENE』が2024年キッズデザイン賞を受賞
  - 『愉KAIな庭を楽しむまち』が2024年キッズデザイン賞を受賞
  - 『Ｙｏｒｉｄｏｋｏｒｏ上尾 こどもの自主性を育む中2階の住まい』が2024年キッズデザイン賞を受賞
  - 『ベルフォート桶川 地域を繋ぐ路地のあるまち』が2024年キッズデザイン賞を受賞
  - 『縁景-ENKEI-のまち　戸塚安行』が2024年キッズデザイン賞を受賞
  - 『共存の通り庭のある暮らし REASON船橋・三咲 Bright Scene』が2024年キッズデザイン賞を受賞
  - 『SNSとリアルな「農」体験で富山生産者とつながる食育「きときと未来プロジェクト」』が2024年キッズデザイン賞を受賞
- 10月
  - 奥庭のある分譲住宅『フレーベスト秋津-OKUNIWA-』が2024年度グッドデザイン賞を受賞
  - 地域連携とインテリアの発信モデル『アンテナモデル』が2024年度グッドデザイン賞を受賞
  - 人と生き物の居場所を創る分譲住宅『リーズン馬込沢 SuBaCoプロジェクト』が2024年度グッドデザイン賞を受賞
  - 路地から地域を繋ぐ分譲住宅『ベルフォート北本』が2024年度グッドデザイン賞を受賞
- 12月
  - 『リーズン馬込沢 SuBaCo Project』がドイツデザイン評議会が主催している『GERMAN DESIGNAWARD』2025年度の『建築カテゴリー/建築部門』で「優秀賞」を受賞　参考記事

### 2025年（令和7年）
- 1月
  - 『THE PROVE 津田沼』がアメリカ・ロサンゼルスのデザインアワード『International Design Awards（IDA）』2024年度で「銅賞」を受賞　参考記事
- 3月
  - 『REASON船橋・三咲 ブライトシーン』が世界３大デザイン賞といわれる『iFデザイン賞2024』でInterior Architecture分野 Residential Interiors部門にて受賞　参考記事

## メセナ活動

### 南越谷阿波踊り
- 創業者中内俊三の「地元への恩返し」の感謝の想いから始まった南越谷阿波踊りの全面支援・推進に、中央住宅社員も踊り手・会場設営・運営・警備等何かしらの役割を持って携わっている。

### まちづくり
- 創業より地域全体の魅力を高めるための取り組みとしての街づくりを行う。埼玉県、千葉県を中心とした街づくりへの評価は高い。・アメリカ・ゴールドナゲット賞受賞(環太平洋の住宅外観賞)、越谷市建築景観賞受賞、草加市まちなみ景観賞受賞、日本住宅建設産業協会優秀団地賞受賞、新エネ大賞・通商産業大臣賞受賞等、多数受賞。・「オランジェ吉川美南」(埼玉県吉川市、全87棟)では埼玉県において初めての景観協定に認可。・「パレットコート六町東京ココロシティ(東京都足立区、全206棟)」では、足立区より[防犯に配慮したまち]第一号に認定。・「育実(はぐくみ)の丘」(さいたま市緑区原山、全37棟)では、埼玉県より国内初、「埼玉県子育て応援分譲住宅」第一号に認可。

## 主なグループ会社
- 株式会社中央住宅　戸建分譲事業部
- 株式会社中央住宅　マインドスクェア事業部
- 株式会社中央住宅　不動産ソリューション事業部
- 中央グリーン開発株式会社
- ポラスガーデンヒルズ株式会社
- ポラスタウン開発株式会社
- ポラスマイホームプラザ株式会社